# 北海道道370号野幌停車場線

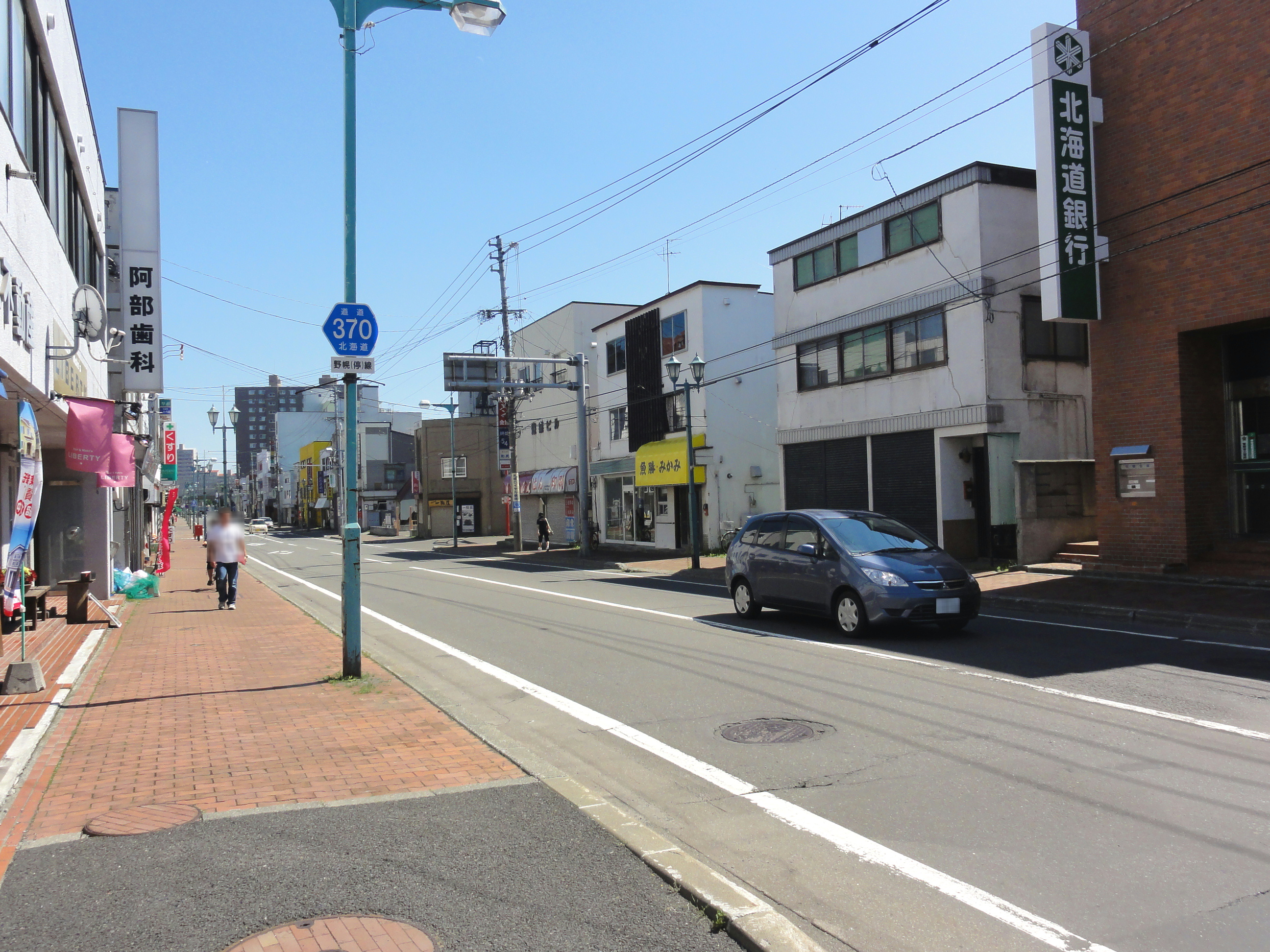
江別市野幌町(国道12号)付近（2012年8月）

北海道道370号野幌停車場線（ほっかいどうどう370ごう のっぽろていしゃじょうせん）は、北海道江別市内を結ぶ一般道道（北海道道）である。

## 概要

### 路線データ
- 起点：北海道江別市野幌町（JR北海道 函館本線 野幌駅）
- 終点：北海道江別市野幌町（国道12号交点）
- 総延長：0.366 km
- 実延長：0.353 km
- 重用延長：0.013 km

### 道路管理者
- 空知総合振興局 札幌建設管理部 当別出張所

## 歴史
- 1961年（昭和36年）3月31日 - 路線認定[1]。

## 地理

### 通過する自治体
- 石狩振興局
  - 江別市

### 交差する道路
江別市
- 国道12号 - 野幌町（終点）
- 北海道道46号江別恵庭線 - 野幌町（終点）
- 北海道道626号東雁来江別線 - 野幌町（終点）